# Atopsyche acahuana
Atopsyche acahuana är en nattsländeart som beskrevs av Schmid 1989. Atopsyche acahuana ingår i släktet Atopsyche och familjen Hydrobiosidae. Inga underarter finns listade i Catalogue of Life.